# لوفيلين إينيبشي
لوفلين شينوي إنبيشي (من مواليد 21 أكتوبر 1996) عارضة أزياء ألمانية نيجيرية، اشتهرت بالفوز بالدورة الثامنة من برنامج ألمانيا نيكست توب موديل .